# 1960 à la télévision
| Années de la télévision : 1957 - 1958 - 1959 - 1960 - 1961 - 1962 - 1963    |
| Décennies de la télévision : 1930 - 1940 - 1950 - 1960 - 1970 - 1980 - 1990 |

Cet article présente les faits marquants de l'année 1960 à la télévision.

## Évènements

### États-Unis
- 6 janvier : Les États-Unis disposent de 512 stations de télévisions locales et nationales.

### France
- 26 mars : Première parution de l'hebdomadaire Télé 7 Jours.

## Émissions
- 26 janvier : Première de l'émission Le Club du jeudi sur RTF Télévision.
- 10 juin : Première de l'émission Faire face sur RTF Télévision.
- 15 juin : Première de l'émission à la télévision  Le Petit Conservatoire de la chanson de Mireille sur la Première chaîne de la RTF.
- 20 octobre : 
  - Première de l'émission Le Théâtre de la jeunesse sur la Première chaîne de la RTF.
  - Première de l'émission La Tête et les Jambes sur la Première chaîne de la RTF.
- 30 octobre : Première de l'émission Au-delà de l'écran sur la Première chaîne de la RTF.
- 2 novembre : Dernière de l'émission La Boîte à sel sur RTF Télévision.

## Séries télévisées

### États-Unis
- 17 septembre : diffusion du premier épisode d'Échec et mat sur CBS
- 30 septembre : diffusion du premier épisode des Pierrafeu sur ABC
- 7 octobre : diffusion du premier épisode de Route 66 sur CBS

## Principales naissances
- 5 mars : Catherine Matausch, journaliste française.
- 8 avril : Alexandre Debanne, animateur de télévision français.
- 16 avril : Tex, présentateur et humoriste français.
- 1er juin : Fabienne Amiach, animatrice de télévision française.
- 5 juin : Isabelle Martinet, journaliste et animatrice de télévision français.
- 17 août : Guilaine Chenu, journaliste française.
- 23 août : Chris Potter, acteur canadien.
- 14 septembre : Radames Pera, acteur américain.
- 21 septembre : David James Elliott, acteur, réalisateur et producteur canadien.
- 2 novembre : Jean-Luc Reichmann, animateur français
- 8 novembre : Anne Dorval, comedienne canadienne
- 28 décembre : Terri Garber, actrice américaine.

## Principaux décès
- 25 avril : Hope Emerson, actrice américaine (° 29 octobre 1897).
- 5 novembre : Ward Bond, acteur américain (° 9 avril 1903).